# Stichlingsartige
Die Stichlingsartigen (ehemals Ordnung Gasterosteiformes, aktuell Teilordnung Gasterosteales) sind eine Verwandtschaftsgruppe der Knochenfische (Osteichthyes) aus der Ordnung der Barschartigen (Perciformes). 

## Merkmale
Stichlingsartige sind kleine, langgestreckte Fische und erreichen Körperlängen von 4,5 bis 22 cm. Allen Stichlingsartigen fehlen die Schuppen. Der Körper ist stattdessen von Knochenplatten umgeben. Viele Arten haben auch harte Haut- und Flossenstacheln. Die Kiemenöffnungen sind meist klein. Das Maul ist klein und protraktil (vorstülpbar) oder röhrenartig. Die Bauchflossen sind klein oder fehlen. After- und Rückenflosse sind bei vielen Arten weit nach hinten verschoben.

## Verbreitung
Stichlingsartige leben auf der Nordhalbkugel im Meer, im Süßwasser und im Brackwasser. Der Dreistachlige Stichling kommt auch an der Südküste Grönlands vor. 

## Ernährung
Alle Stichlingsartige leben carnivor, meist von kleinen Krebstieren, die Süßwasserarten auch von Insektenlarven. 

## Fortpflanzung
Fast alle Stichlingsartigen betreiben eine Form von Brutpflege und umsorgen die Eier, bis die Jungfische schlüpfen. Stichlinge bauen aus Pflanzenteilen Nester und legen die Eier hinein. 

## Äußere Systematik
Die Stichlingsartigen gehören zu den barschverwandten Fischen (Percomorpha) und hatten dort lange Zeit den Rang einer Ordnung. Phylogenetische Untersuchungen zeigen jedoch, dass sie eng mit den Groppenverwandten (Cottales) und den Aalmutterverwandten (Zoarcales) verwandt sind. Noch nicht geklärt ist, ob die Cottales oder die Zoarcales die Schwestergruppe der Stichlingsartigen sind. In einer Revision der Knochenfischsystematik aus dem Jahr 2013 stellen Betancur-R. und Kollegen die Stichlingsartigen zusammen mit den Aalmutterverwandten, den Groppenverwandten und den Skilfischen (Anoplopomatidae (Teilordnung Anoplopomatales)) in die Unterordnung der Groppenartigen (Cottoidei) innerhalb der Ordnung der Barschartigen (Perciformes).
Die zwei Kladogramme rechts zeigen die alternativen Möglichkeiten der Verwandtschaftsverhältnisse.

## Innere Systematik

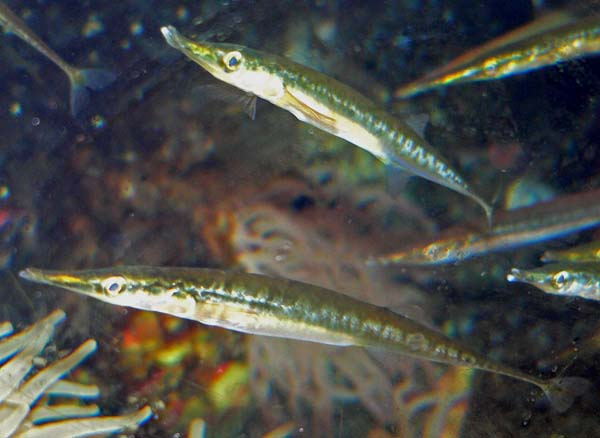
Röhrenmaul
(Aulorhynchus flavidus)

Zu den Stichlingsartigen gehören die Familie der Stichlinge, in die je nach Autor 9 bis 20 Arten (Fishbase) gestellt werden, und drei weitere Arten, die an der Küste des nördlichen Pazifik vorkommen und zu den Familien Aulorhynchidae und Hypoptychidae gehören, wobei es sich bei den Hypoptychidae, denen zwei Arten zugeordnet werden, wahrscheinlich um eine nicht monophyletische Familie handelt.
Die verwandtschaftlichen Beziehungen werden in folgendem Kladogramm dargestellt:
|  | \| \| Stichlinge (Gasterosteidae) \| \| \| \| \| \| Aulorhynchus flavidus \| \| \| \| |
|  |                                                                                       |
|  | Aulichthys japonicus                                                                  |
|  |                                                                                       |
|  | Stichlinge (Gasterosteidae)                                                           |
|  |                                                                                       |
|  | Aulorhynchus flavidus                                                                 |
|  |                                                                                       |

|  | Stichlinge (Gasterosteidae) |
|  |                             |
|  | Aulorhynchus flavidus       |
|  |                             |

|  | \| \| Stichlinge (Gasterosteidae) \| \| \| \| \| \| Aulorhynchus flavidus \| \| \| \| |
|  |                                                                                       |
|  | Aulichthys japonicus                                                                  |
|  |                                                                                       |
|  | Stichlinge (Gasterosteidae)                                                           |
|  |                                                                                       |
|  | Aulorhynchus flavidus                                                                 |
|  |                                                                                       |

|  | Stichlinge (Gasterosteidae) |
|  |                             |
|  | Aulorhynchus flavidus       |
|  |                             |

Die Flügelrossfische (Pegasidae) werden heute den Seenadelartigen (Syngnathiformes) zugeordnet. Die Indostomidae, eine drei Arten umfassende Familie sehr kleiner und äußerlich den Stichlingen ähnlicher Süßwasserfische aus dem nordwestlichen Südostasien, gehören nach molekularbiologischen Forschungen zu der Ordnung der Kiemenschlitzaalartigen (Synbranchiformes). Die äußere Ähnlichkeit hat sich demnach konvergent entwickelt.